# Nizza-Alassio 1981
La Nizza-Alassio 1981, terza edizione della corsa, si svolse il 26 febbraio 1981 su un percorso di 147,5 km. La vittoria fu appannaggio dello svizzero Bruno Wolfer, che completò il percorso in 3h41'00", precedendo gli italiani Giuseppe Passuello e Wladimiro Panizza.

## Ordine d'arrivo (Top 10)
| Pos. | Corridore            | Squadra               | Tempo    |
| ---- | -------------------- | --------------------- | -------- |
| 1    | Bruno Wolfer         | Bianchi-Piaggio       | 3h41'00" |
| 2    | Giuseppe Passuello   | Gis Gelati-Campagnolo | a 35"    |
| 3    | Wladimiro Panizza    | Gis Gelati-Campagnolo | a 1'05"  |
| 4    | Silvano Contini      | Bianchi-Piaggio       | s.t.     |
| 5    | Bruno Leali          | Inoxpran              | s.t.     |
| 6    | Pierre Bazzo         | La Redoute            | s.t.     |
| 7    | Geir Digerud         | Magniflex-Olmo        | s.t.     |
| 8    | Alessandro Paganessi | Bianchi-Piaggio       | s.t.     |
| 9    | Jacques Martin       | Fangio-Speco-Mavic    | s.t.     |
| 10   | Jacques Michaud      | Sem-France Loire      | s.t.     |